# Мавро Орбини
Мавро Орбини (на италиански: Mavro Orbini) е писател, преводач, идеолог и историк. Неговата книга „Царството на славяните“ (Il Regno degli Slavi) силно повлиява върху панславянската идеология и историография през следващите векове.

## Биография
Роден е в Рагуза в средата на XVI век. Предполага се, че Мавро Орбини е от семейството на Вицко Орбини, скромен по капитал търговец, преселил се от Котор, венчал се в Дубровник в края на 1561 г. Раждането на бъдещия историк се отнася към периода 1563 – 1565 г. Това означава, че Орбини подготвя и отпечатва „Царството на славяните“ преди да е навършил 40 години. Единствената безспорна информация за младостта на Мавро Орбини е, че той израства в културната атмосфера на богати духовни интереси и на трайни книжовни и научни традиции, с каквито е известен бенедиктинският орден. И това в края на XVI век и началото на XVII, когато монашеството е кариера с всичките ѝ усложнения и конфликти – светски по своите причини и светски по чисто човешките отношения.
Замонашва се в бенедиктинската традиция и живее известно време в манастир на остров Млет, после отива в Стон, а след това е абат в Бачка. Прекарва последните години от своя живот в родната Рагуза.
Документи от 1592 г. сочат Орбини като игумен (приор) на манастира „Свети Андрей“. На следващата година е избран за абат на стария манастир „Свети Арахангел Михаил“ на остров Шипан. Предполага се, че по това време той вече е работил върху историографските си записки. В този момент избухва конфликтът на Орбини с председателя на Млетската конгрегация дубровничанина Джанбатиста Орсатов Джурджевич, който лишава Орбини от длъжността му и го предава на инквизицията в Рим. Но дубровнишкият надбискуп Аурелио Новарино измъква Орбини от Млет и излиза със заключение, че е напълно невинен. Освен оправдателната присъда, Новарино възвръща на Орбини всичките му предишни права и обявява честта му за ненакърнена. В 1597 г. папа Климент VIII определя Орбини за абат на бенедиктинския манастир „Света Мария“ в Бачка.
Умира през 1614 година в Рагуза.

## „В царството на славяните“
До 1601 г. написва Il Regno degli Slavi, в която се опитва да обедини историческите сведения за южните славянски народи. Към съчинението привежда превод на т.нар. летопис на поп Дуклянин (обикновено датиран към 12 век). По заповед на Петър I през 1722 г. (годината след обявяването му за император, а Руското царство за Руска империя – виж и реформи на Петър I) книгата е преведена на руски с известни съкращения.
Докато Орбини живее в Далмация, в Дубровник работи и Яков Лукаревич, чийто труд свидетелства за сътрудничество между двамата историци. Особена заслуга за написването на „Царството на славяните“ има Марин Бобалевич, аристократ и великодушен меценат. С щедрата му морална и материална подкрепа Орбини получава достъп до прочути библиотеки и събира богати сведения за Илирия, в която „всички южни славяни се борят, творят, побеждават или падат с антична гордост“. И в този достолепен свят най-величествено се извисява по значение република Дубровник.